# John Brown's Body
John Brown's Body, Roud 771, är en amerikansk marschsång om abolitionisten John Brown som var populär på nordsidan under amerikanska inbördeskriget. Melodin har använts till Battle Hymn of the Republic.